# روبی گرانت
روبی گرانت (انگلیسی: Ruby Grant؛ زادهٔ ۱۵ آوریل ۲۰۰۲) بازیکن فوتبال اهل بریتانیا است.
از باشگاه‌هایی که در آن بازی کرده‌است می‌توان به باشگاه فوتبال آرسنال اشاره کرد.
وی همچنین در تیم‌های ملی فوتبال England women's national under-17 football team و England women's national under-19 football team بازی کرده‌است.